# ستيفن هارفي
ستيفن هارفي (12 يوليو 1964 في المملكة المتحدة - ) (بالإنجليزية: Stephen Harvey)‏ هو لاعب كريكت بريطاني. لعب مع Norfolk County Cricket Club ‏.

## وصلات خارجية
- ستيفن هارفي على موقع إي آس بي آن كريك إنفو (الإنجليزية)